# Opava (district de Veľký Krtíš)
Pour les articles homonymes, voir Opava.
Opava (en hongrois : Apafalva) est une commune de la région de Banská Bystrica, en Slovaquie.

## Histoire
La première mention écrite du village date de 1342.

## Démographie

### Évolution de la population
| Année:               | 1994. | 2004. | 2014. | 2024.    |
| -------------------- | ----- | ----- | ----- | -------- |
| Nombre de personnes: | 125   | 120   | 126   | 110      |
| Différence:          |       | -4 %  | +5 %  | -12,69 % |

| Année:               | 2023. | 2024.   |
| -------------------- | ----- | ------- |
| Nombre de personnes: | 111   | 110     |
| Différence:          |       | -0,90 % |